# محمد الدريس
محمد الدريس (مواليد 8 يناير 2003) ، لاعب كرة قدم سعودي يلعب كمهاجم لعب سابقاً في النادي العربي.